# Czerwony nadolbrzym

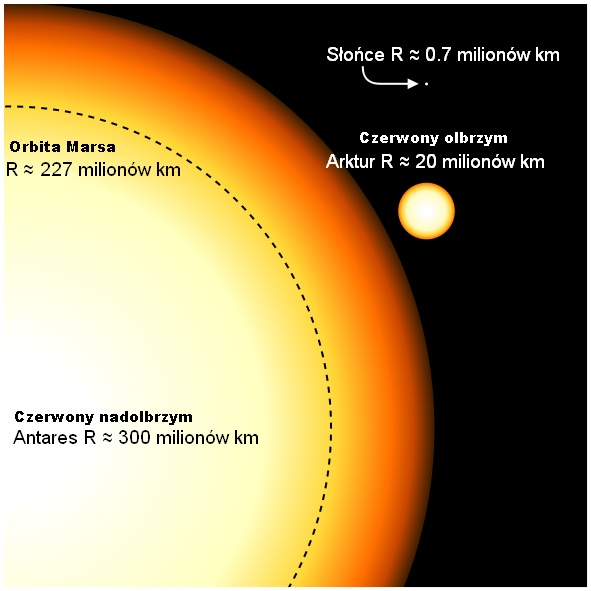
Porównanie rozmiarów czerwonego nadolbrzyma (Antares), olbrzyma (Arktur) i Słońca

Czerwony nadolbrzym – jeden z etapów rozwoju gwiazdy, charakteryzujący się dużymi rozmiarami, małą gęstością i niską temperaturą powierzchni (log T=3,5 – 3,6, typ widmowy M–K). Jasności absolutne czerwonych nadolbrzymów są w zakresie −7 – −10 magnitudo. Etap ten następuje w chwili wyczerpania się w nich zapasów wodoru. Stadium to osiągają gwiazdy o początkowej masie w zakresie od 10 do 40 mas Słońca.

## Ewolucja
Gwiazdy mające masę większą od około 10 mas Słońca po „wypaleniu” wodoru przechodzą do fazy fuzji (pot. „spalania”) helu, co wiąże się ze znacznym zwiększeniem ich rozmiarów oraz z obniżeniem temperatury, która na powierzchni wynosi 3500–4500 K (typ widmowy K-M). Średnica takich gwiazd zaobserwowanych w naszej Galaktyce jest około 1500 razy większa od średnicy Słońca, czyli około 7 j.a. (gdyby Słońce miało taką wielkość, sięgnęłoby orbity Jowisza).
Stadium czerwonego olbrzyma trwa względnie krótko – rzędu miliona lat. Czas życia gwiazdy na tym etapie zależy od jej metaliczności: im większa, tym szybciej gwiazda traci otoczkę w wyniku wiatru gwiazdowego. Bardzo masywne czerwone nadolbrzymy (początkowa masa >30 mas Słońca) przekształcają się w gwiazdy Wolfa-Rayeta, natomiast mające mniejszą masę przechodzą przez stadium błękitnego nadolbrzyma i kończą swoje życie jako supernowe. Powyżej 40 mas Słońca gwiazda nie przechodzi przez stadium czerwonego nadolbrzyma, przekształcając się bezpośrednio w gwiazdę Wolfa-Rayeta.
Najbardziej znane czerwone nadolbrzymy to Betelgeza i Antares. Nieco mniej znanymi czerwonymi nadolbrzymami są: Mira Ceti (w gwiazdozbiorze Wieloryba), Ras Algethi (w gwiazdozbiorze Herkulesa) czy Gwiazda Granat (w gwiazdozbiorze Cefeusza).